# Misses compostes sobre el tema de L'homme armé
Al voltant de 40 composicions de l'Ordinari de la Missa van recrear la melodia de L'homme armé des de 1450 fins al final del segle XVII. Algunes d'aquestes misses són les següents:
Datades al voltant de 1450
- Missa L'homme armé (Antoine Busnois).
- Missa L'homme armé (Guillaume Dufay).
- Missa L'homme armé (Johannes Regis) (dus, tot i que una s'ha perdut).
- Missa L'homme armé (Johannes Ockeghem).
- Missa L'homme armé (Guillaume Faugues).

Escrites probablement abans de 1475
- Missa L'homme armé (Johannes Tinctoris).
- Missa L'homme armé (Firminus Caron).
- Missa L'homme armé (Conjunt de sis misses, d'un manuscrit anònim de Nàpols).

Escrites probablement abans de 1500
- Missa L'homme armé (Jacob Obrecht).
- Missa L'homme armé super voces musicales (Josquin des Prés).
- Missa L'homme armé sexti toni (Josquin des Prés).
- Missa L'homme armé (Loyset Compère).
- Missa L'homme armé (Bertrandus Vaqueras).
- Missa L'homme armé (Philippe Basiron).
- Missa L'homme armé (Antoine Brumel).
- Missa L'homme armé (Marbrianus de Orto).

Escrites després de 1500
- Missa L'homme armé (Matthaeus Pipelare).
- Missa L'homme armé (Pierre de La Rue) (dues).
- Missa L'homme armé (Cristóbal de Morales) (dues).
- Missa L'homme armé (Francisco de Peñalosa).
- Missa L'homme armé (Vitalis Venedier).
- Missa L'homme armé (Francisco Guerrero).
- Missa L'homme armé (Ludwig Senfl).
- Missa L'homme armé (Palestrina) (dues).
- Missa L'homme armé (Giacomo Carissimi).

Versions actuals
The Armed Man. A Mass For Peace (1999) Karl Jenkins